# الماندلوري
الماندلوري (بالإنجليزية: The Mandalorian)‏ هو مسلسل تلفزيوني أمريكي فضاء غربي تم إنشاؤه بواسطة جون فافرو لخدمة البث المباشر ديزني+. إنها أول سلسلة حركة حية في سلسلة حرب النجوم، والتي بدأت بعد خمس سنوات من أحداث حرب النجوم الجزء السادس: عودة الجيداي، وبطولة بيدرو باسكال كشخصية الماندلوري، صياد الجوائز الوحيد الذي يسعي لحماية الطفل الحساس للقوة غروغو. ابتداءً من الموسم الثالث، تلعب كاتي ساكوف دور بو كاتان كريز.

## الحبكة
ابتداءً من خمس سنوات بعد أحداث من أحداث عودة الجيداي وسقوط إمبراطورية المجرة، يتبع المسلسل قصة دين جارين، وهو صائد جوائز وحيد في الروافد الخارجية للمجرة. تم استئجاره من قبل القوات الإمبراطورية المتبقية لاستعادة الطفل غروغو، لكنه بدلاً من ذلك يحاول حمايته. أثناء محاولة لم شمل غروغو مع بني نوعه، يلاحقهم موف جيدون، الذي يريد استغلال قدرة غروغو علي الإتصال بالقوة. ثم يسافر الثنائي إلى ماندالور حتى يتمكن دين جارين من تعويض نفسه عن التعدي على نزع خوذته.

## الحلقات
| الموسم | الموسم | الحلقات | الحلقات | الإصدار الأصلي | الإصدار الأصلي |
| الموسم | الموسم | الحلقات | الحلقات | الإصدار الأول  | الإصدار الأخير |
| ------ | ------ | ------- | ------- | -------------- | -------------- |
|        | 1      | 8       | 8       | 12 نوفمبر 2019 | 27 ديسمبر 2019 |
|        | 2      | 8       | 8       | 30 أكتوبر 2020 | 18 ديسمبر 2020 |
|        | 3      | 8       | 8       | 1 مارس 2023    | 19 أبريل 2023  |

## الإنتاج

### الخلفية
بدأ جورج لوكاس، مبتكر حرب النجوم، التطوير في مسلسل تلفزيوني يُعرف باسم أندرورلد في أوائل عام 2009. تمت كتابة أكثر من 50 سيناريو للمسلسل بحلول عام 2012، ولكن تم اعتباره في النهاية باهظ الثمن للغاية لكي يتم إنتاجه. في يناير 2013، صرح رئيس أيه بي سي بول لي أن شبكته ستناقش سلسلة حرب النجوم التلفزيونية المحتملة مع لوكاس فيلم بعد أن تم بيع الأخير من قبل لوكاس فيلم إلى شركة والت ديزني الأم لشركة أيه بي سي في أكتوبر 2012. في نوفمبر 2017، أعلن الرئيس التنفيذي لشركة ديزني، بوب إيغر، أن ديزني ولوكاس فيلم يطوران مسلسلًا تلفزيونيًا حيًا مقتبس عن حرب النجوم لخدمة البث الجديدة ديزني+.

### إختيار الممثلين
في نوفمبر 2018، تم التأكيد على أن بيدرو باسكال سيصور دور الماندالوري بعد أن ترددت شائعات عن تمثيله في هذا الدور لبعض الوقت. اعتقد باسكال في البداية أنه كان سيمثل دور شخصية بوبا فيت في حرب النجوم بسبب التشابه البصري بين تلك الشخصية والماندالوري، لكن الأخير شخصية منفصلة تدعى دين جارين. وصف فافرو باسكال بأنه "نجم سينمائي كلاسيكي" لديه "الحضور والمهارة" اللازمة لتصوير شخصية مخبأة إلى حد كبير تحت خوذة. تم تمثيل شخصية الماندالوري أيضًا من قبل ممثلي المشاهد الخطرة بريندان واين و لطيف كراودر دوس سانتوس. عمل باسكال مع فافرو وفيلوني لتسجيل حوار الشخصية لاحقًا.
في فبراير 2021، أعلنت شركة لوكاس فيلم إن جينا كارانو، النجمة المشتركة خلال الموسمين الأولين، لم تعد تعمل في الشركة. جاء ذلك بعد أن نشرت كارانو منشورًا على وسائل التواصل الاجتماعي تقارن فيه كون الشخص جمهوريًا في الولايات المتحدة بمعاملة الشعب اليهودي خلال الهولوكوست، حيث قالت لوكاس فيلم إن هذا المنشور "بغيض وغير مقبول". تم تحذير كارانو مرارًا وتكرارًا بشأن منشوراتها على وسائل التواصل الاجتماعي من قبل المديرين التنفيذيين في شركة لوكاس فيلم الذين قيل إنهم كانوا يبحثون عن سبب لطردها من العمل لمدة شهرين. كانت منشورات فبراير 2021 بمثابة "القشة التي قصمت ظهر البعير"، واتخذ قرار طرد الممثلة من قبل المديرين التنفيذيين في شركة لوكاس فيلم بدلا من فافرو. قال الرئيس التنفيذي لشركة والت ديزني، بوب تشابك، إن كارانو طُردت لأن منشوراتها لا تتماشى مع قيم ديزني، التي قال إنها "عالمية" وليست سياسية.

### التصوير
تم تصوير المسلسل في مانهاتن بيتش ستوديوز في كاليفورنيا. قام فيلوني بإخراج الحلقة الأولى من المسلسل، حيث قام بتجربته الإخراجية لأول مرة، مع إخراج ريك فامويوا وديبورا تشاو وبرايس دالاس هوارد وتايكا وايتيتي للموسم الأول. فيلوني، هوارد، وفامويوا عادوا للموسم الثاني، وانضم إليهم فافريو (الذي لم يكن قادرًا على الإخراج خلال الموسم الأول بسبب التزامه بفيلم الأسد الملك)، بيتن ريد، كارل ويذرز، وروبرت رودريغيز. هوارد، ويذرز، وفامويوا أخرجوا مرة أخرى في الموسم الثالث.

### الموسيقي
تم ترشيح الملحن لودفيغ غورانسون من قبل العديد من مساعديه السابقين إلى فافرو، بما في ذلك المخرجين رايان كوغلرو الأخوان روسو والموسيقي دونالد غلوفر. عرف فافريو أن الموسيقى ستكون مهمة للمسلسل بسبب التأثير الكبير لموسيقي جون ويليام على أفلام حرب النجوم، لكنه أراد أيضًا أن تكون موسيقى المسلسل مختلفة عن الأفلام. لقد أراد أن تبدو السلسلة "أكثر حزنًا قليلاً، وأكثر حدة قليلاً وأكثر توجهاً نحو التكنولوجيا". التقى غورانسون لأول مرة مع فافرو في نوفمبر 2018، تم الإعلان عن غورانسون كملحن للمسلسل في ديسمبر 2018. تم إنشاء أساس سمة الموسيقي الرئيسية من تجربة غورانسون مع جهاز تسجيل صوتي، والتلاعب به رقميًا لجعله أكثر "مستقبلية". القيثارات، والبيانو، والطبول، والآلات الموسيقية موجودة أيضًا في السمة الرئيسية. تم استخدام أوركسترا مكونة من 70 قطعة للموسم الأول، جنبًا إلى جنب مع تسجيلات غورانسون وهو يعزف على الآلات الرئيسية التي عززها بأجهزة المزج والتلاعب الرقمي الآخر. أصدرت والت ديزني ريكوردز ألبومًا صوتيًا لكل حلقة من الموسم الأول. تم إصدار ألبومين للموسم الثاني، يغطي كل منهما أربع حلقات من الموسم. في فبراير 2023، تم الكشف عن أن جوزيف شيرلي سوف يلحن موسيقي الموسم الثالث.

## الإطلاق
تم عرض المسلسل لأول مرة على خدمة البث المباشر ديزني+ في يوم إطلاقه في الولايات المتحدة، 12 نوفمبر 2019. تم عرض الموسم الثاني لأول مرة في 30 أكتوبر 2020. تم عرض الموسم الثالث لأول مرة في 1 مارس 2023.

## وصلات خارجية
- الماندلوري على موقع IMDb (الإنجليزية)
- الماندلوري على موقع ميتاكريتيك (الإنجليزية)
- الماندلوري على موقع روتن توميتوز (الإنجليزية)
- الماندلوري على موقع فيلمافينيتي (الإسبانية)
- الماندلوري على موقع كينوبويسك (الروسية)
- الماندلوري على موقع ألو سيني (الفرنسية)
- الماندلوري على موقع قاعدة بيانات الفيلم (الإنجليزية)
- الماندلوري على موقع: ووكيئيبيديا, a Star Wars wiki